# Драгић Ј. Весковић
Драгић Р. Весковић (Ракова, 1906 — Београд, 1979) био је правник, песник и новинар рођен је 1906. године у Ракови. Радио је у Окружном суду у Чачку од 1935. године, затим је службовао у Краљеву, Кичеву, Гњилану, а од 1945. године био судија Окружног суда у Београду све до пензионисања 1965. године.

## Књижевни опус
Своје песничко опредељење најавио је песмом Србијо баш у ђачком листу Седмак као ученик V разреда гимназије, а затим је песме објављивао у Полету и другим књижевним гласилима као што су суботички Књижевни север, београдски Венац, загребачка Младост затим у Чачку Освит, Мала ревија, Чачански глас у чијем је покретању учествовао.
Слао је запажене дописе Политици, где га је Живко Милићевић запослио 1931. године као дописника из Чачка, али и за подручје Западне Србије.
Занимљиво је да је једину збирку поезије Стазе и богази објавио тек 1968. године.
Умро је у Београду 1979. године.